# خمسة وخميسة (مسلسل)
خمسة وخميسة مسلسل درامي سوري من نوع كوميدي للمخرج رشا شربتجي بدأ عرضه على قناة سوريا سنة 2005، ويتألف المسلسل من 30 حلقة.

## قصة المسلسل
تدور أحداث المسلسل حول خمسة شباب يجتمعون في نفس البيت بعد أن جائوا من اماكن بعيدة لكي يكملوا دراستهم في الجامعة. تبدأ من خلالها مجموعة حلقات كوميدية منفصلة متصلة مع بعض 
وهم كل من فادي(مصطفى الديب) وداني (معن عبد الحق) ومروان (قصي خولي) ورامح (جمال العلي) وغسان (محمد حداقي) يستأجرون بيت من (عصام عبه جي) من في كل حلقة يشارك ضيف شرف ليكمل حلقات المسلسل.

## بطولة
- قصي خولي
- محمد حداقي
- معن عبد الحق
- جمال العلي
- مصطفى دياب
- حسام تحسين بيك
- جرجس جبارة
- عصام عبه جي
- فوزي بشارة